# Sciades samarensis
Sciades samarensis är en skalbaggsart som först beskrevs av Stefan von Breuning 1961.  Sciades samarensis ingår i släktet Sciades och familjen långhorningar.
Artens utbredningsområde är Filippinerna. Inga underarter finns listade i Catalogue of Life.